# Martina Sorbara
Pour les articles homonymes, voir Sorbara.
Martina Sorbara (née le 13 novembre 1978) est écrivaine et chanteuse canadienne.

## Biographie
Martina Sorbara est la fille de Greg Sorbara, ancien membre du parlement provincial et ministre des finances en Ontario.
Son premier album, Unplaceables, a été commercialisé en 1998.
Son second album, The Cure for Bad Deeds, est sorti en 2000. Une autre version de l'album fut disponible sur MapleMusic Recordings en 2002. Les 2 versions de l'album furent produites par Jian Ghomeshi. Le seul single de l'album fut Bonnie & Clyde II, dont le clip a été diffusé sur MuchMoreMusic, il apparait aussi sur la compilation Women & Songs. Ce titre fait aussi partie de la bande originale du film Imagine 17 ans (All I Want).
Martina a enregistré une version de la chanson de Noël, It's the Most Wonderful Time of the Year pour la compilation Nettwerk de 2003. La même année, elle participa à la bande son de Uptown Girls, chantant Spinning Around the Sun. On peut aussi l'entendre sur la compilation From the Girls qui contient un nouvel enregistrement de la chanson Withered on the Vine.
En 2005, Elle annonce la fin de sa carrière solo et elle conclut par un « merci » et deux mp3 gratuits : Treasure Chest et Chair By the Window. En plus de son annonce, elle donne l'adresse du site d'un nouveau groupe baptisé Dragonette qu'elle a formé avec son conjoint, Dan Kurtz. Ils sont actuellement basés au Royaume-Uni.
En 2006, elle chante sur le single de Basement Jaxx, Take Me Back to Your House, qu'elle a coécrit. Elle apparait également dans le clip.
En 2009, Martina et Martin Solveig font un duo nommé Boys and Girls, ils renouvelleront leur collaboration régulièrement avec les singles Hello et Can't stop notamment.

## Discographie

### Albums solo
- 1998 : Unplaceables
- 2000 : The Cure For Bad Deeds

### Avec Dragonette
- 2007 : Galore
- 2009 : Fixin To Thrill
- 2012 : Bodyparts

### Singles
- 2009 : Boys and Girls
- 2010 : Hello
- 2011 : Can't Stop
- 2012 : Let it Go
- 2012 : Live in this City